# Esivere
Koordinaten: 58° 38′ N, 23° 34′ O
Esivere (deutsch Essiwerre) ist ein Dorf (estnisch küla) in der Landgemeinde Lääneranna im Kreis Pärnu (bis 2017: Landgemeinde Hanila im Kreis Lääne) in Estland.

## Einwohnerschaft und Lage
Der Ort hat 22 Einwohner (Stand 31. Dezember 2011). Er liegt sechs Kilometer nordöstlich des Fährhafens Virtsu (Werder), nahe der Ostseeküste.

## Windparks
Bekannt sind die beiden Windparks Esivere tuulepark und Tooma tuulepark. Beide wurden von der ostfriesischen Firma Enercon errichtet und 2005 bzw. 2009 fertiggestellt.